# 维舍朗
维舍朗（法語：Vucherens）是瑞士联邦西部法语区的沃州下设的一个镇。在行政上属于布罗瓦-维利区管辖。维舍朗的总面积为3.27平方公里。截至2010年底，总人口为531。